# Cneo Malio Máximo
Cneo o Gneo Malio Máximo  fue un político y militar de la República romana.
Malio Máximo era un Homo novus, es decir, un hombre procedente de la nobleza rural más que de la aristocracia romana. Cneo Malio se concedió a sí mismo el cognomen de Máximo, lo que era una auténtica provocación para la clase aristocrática romana. A pesar de su condición de hombre nuevo, Malio Máximo fue elegido cónsul en el 105 a. C. junto con Publio Rutilio Rufo, venciendo en las elecciones a Quinto Lutacio Cátulo. Cicerón representa a Malio como un completo inútil. Se le otorgó la provincia de la Galia Transalpina.
Cuando Malio llegó a su provincia, se encontró con una falta de cooperación total por parte del cónsul del año anterior, Quinto Servilio Cepión. Cepión no cooperaba con Malio al considerarle un arribista, algo totalmente inaceptable para el aristócrata, y se negó a cederle el mando de sus tropas. Por ello cuando llegaron los cimbrios, se encontraron con dos ejércitos desunidos bajo las órdenes de dos generales totalmente ineptos militarmente. La batalla librada el 6 de octubre de 105 a. C. y que posteriormente se conocería como batalla de Arausio se convirtió no solo en una derrota, sino en una derrota tan contundente para los romanos que pocos supervivientes escaparon. Malio Máximo perdió a sus hijos en la batalla y cuando llegó a Roma fue juzgado y condenado bajo los cargos de "pérdida de su ejército". Fue defendido por Marco Antonio el Orador.